# Theridion impressithorax
Theridion impressithorax är en spindelart som beskrevs av Simon 1895. Theridion impressithorax ingår i släktet Theridion och familjen klotspindlar.
Artens utbredningsområde är Filippinerna. Inga underarter finns listade i Catalogue of Life.